# Giorgio Chiellini
Giorgio Chiellini (phát âm tiếng Ý: [ˈdʒordʒo kjelˈliːni], sinh ngày 14 tháng 8 năm 1984) là một cựu cầu thủ bóng đá chuyên nghiệp người Ý từng thi đấu ở vị trí trung vệ. Nổi tiếng nhờ lối chơi giàu thể lực, khả năng kiểm soát bóng tốt và tinh thần hiếu chiến khi thi đấu trên sân, anh được đánh giá là một trong những trung vệ xuất sắc nhất thế giới trong thế hệ của mình.

## Sự nghiệp câu lạc bộ
Chiellini gia nhập Juventus vào mùa hè năm 2004, với giá 6,5 triệu Euro, nhưng ngay sau đó anh đã được cho Fiorentina sở hữu chung với giá 3,7 triệu Euro, và anh chơi bóng cho Fiorentina suốt mùa 2004-2005.
Sau khi thể hiện tốt trong năm đầu chơi bóng tại Serie A, Chiellini được gọi trở lại Juventus trong mùa giai 2005–06, Juventus trả thêm 4.3 triệu Euro để toàn quyền sở hữu. Chiellini trở thành một trong những cầu thủ thường xuyên có mặt trong đội hình sọc đen trắng khi họ trở lại Serie A. Ngày 12 tháng 10 năm 2006, anh ký tiếp 1 hiệp đồng với Juventus có thời hạn đến 2011.
Trong thời gian đầu của mùa giải 2010-11, Chiellini chủ yếu đá cặp với cầu thủ trẻ Leonardo Bonucci mới chuyển đến Juventus. Với sự xuất hiện của Andrea Barzagli trong thị trường chuyển nhượng mùa đông, Chiellini đôi khi chơi ở vị trí hậu vệ cánh trái nhường lại vị trí trung vệ cho Barzagli và Bonucci.Anh cũng đã thi đấu khá tốt ở vị trí này.
Ngày 12 tháng 12 năm 2023, Giorgio Chiellini chính thức giã từ sự nghiệp thi đấu quốc tế sau 23 năm thi đấu chuyên nghiệp.

## Sự nghiệp quốc tế
Chiellini chính thức xuất hiện trong màu áo thiên thanh vào tháng 11 năm 2004, trong trận gặp Phần Lan, và thường xuyên có mặt trong đội bóng từ đó. Anh đoạt được chức vô địch Giải vô địch bóng đá U19 châu Âu với Ý vào năm 2003, và từng cùng đội tuyển đoạt huy chương đồng tại Thế vận hội mùa hè 2004. Anh được ghi tên vào "Đội hình xuất sắc của UEFA" tại giải U21 tổ chức ở Hà Lan.
Tại Euro 2008, anh cùng đội tuyển Ý lọt vào đến trận tứ kết và là một trong những người Ý chơi hay nhất trận này, dù họ đã để thua Tây Ban Nha 1-3 trong loạt sút luân lưu. Chiellini cũng là người đã có pha vào bóng làm cho Fabio Cannavaro bị chấn thương trong một buổi tập, khiến hậu vệ kỳ cựu này không thể cùng đội tuyển tham dự Euro 2008 được.
Tại World Cup 2014, anh đã bị Luis Suarez cắn. Cũng trong giải đấu đó đội tuyển Ý thi đấu không tốt nên đã sớm bị loại ở vòng bảng.
Tại Euro 2020, anh cùng đội tuyển Ý giành chức vô địch Euro lần thứ hai sau khi vượt qua đội tuyển Anh sau loạt sút luân lưu 11m sau khi hai đội hòa 1-1 sau 120 phút thi đấu chính thức.
Sau khi đội tuyển Ý thất bại trước Bắc Macedonia với tỉ số 0-1 sau lượt trận play-off World Cup 2022 khu vực châu Âu, cùng với thất bại cùng cực 3-0 trước Argentina tại Finalissima 2022, Giorgio Chiellini tuyên bố chia tay đội tuyển Ý sau 18 năm gắn bó, tổng cộng anh đã thi đấu 117 trận và ghi được 8 bàn thắng.

## Thống kê sự nghiệp

### Câu lạc bộ
| Câu lạc bộ          | Mùa giải            | Giải đấu | Giải đấu | Cúp quốc gia | Cúp quốc gia | Châu lục | Châu lục | Khác | Khác | Tổng cộng | Tổng cộng |
| Câu lạc bộ          | Mùa giải            | Trận     | Bàn      | Trận         | Bàn          | Trận     | Bàn      | Trận | Bàn  | Trận      | Bàn       |
| ------------------- | ------------------- | -------- | -------- | ------------ | ------------ | -------- | -------- | ---- | ---- | --------- | --------- |
| Livorno (mượn)      | 2000–01             | 3        | 0        | 1            | 0            | —        | —        | —    | —    | 4         | 0         |
| Livorno (mượn)      | 2001–02             | 5        | 0        | 8            | 0            | —        | —        | 2    | 0    | 15        | 0         |
| Livorno (mượn)      | 2002–03             | 6        | 0        | 1            | 0            | —        | —        | —    | —    | 7         | 0         |
| Livorno (mượn)      | 2003–04             | 41       | 4        | 1            | 0            | —        | —        | —    | —    | 42        | 4         |
| Livorno (mượn)      | Tổng cộng           | 55       | 4        | 11           | 0            | —        | —        | 2    | 0    | 68        | 4         |
| Fiorentina          | 2004–05             | 37       | 3        | 5            | 0            | —        | —        | —    | —    | 42        | 3         |
| Fiorentina          | Tổng cộng           | 37       | 3        | 5            | 0            | —        | —        | —    | —    | 42        | 3         |
| Juventus            | 2005–06             | 17       | 0        | 0            | 0            | 6        | 0        | 0    | 0    | 23        | 0         |
| Juventus            | 2006–07             | 32       | 3        | 3            | 1            | —        | —        | —    | —    | 35        | 4         |
| Juventus            | 2007–08             | 30       | 3        | 2            | 0            | —        | —        | —    | —    | 32        | 3         |
| Juventus            | 2008–09             | 27       | 4        | 1            | 0            | 8        | 1        | —    | —    | 36        | 5         |
| Juventus            | 2009–10             | 32       | 4        | 2            | 0            | 6        | 1        | —    | —    | 40        | 5         |
| Juventus            | 2010–11             | 32       | 2        | 2            | 0            | 9        | 2        | —    | —    | 43        | 4         |
| Juventus            | 2011–12             | 34       | 2        | 3            | 0            | —        | —        | —    | —    | 37        | 2         |
| Juventus            | 2012–13             | 24       | 1        | 0            | 0            | 8        | 0        | 0    | 0    | 32        | 1         |
| Juventus            | 2013–14             | 31       | 3        | 1            | 0            | 11       | 0        | 1    | 1    | 44        | 4         |
| Juventus            | 2014–15             | 28       | 0        | 4            | 1            | 12       | 0        | 1    | 0    | 45        | 1         |
| Juventus            | 2015–16             | 23       | 1        | 4            | 0            | 6        | 0        | 0    | 0    | 33        | 1         |
| Juventus            | 2016–17             | 21       | 2        | 2            | 0            | 9        | 1        | 1    | 1    | 33        | 4         |
| Juventus            | 2017–18             | 26       | 0        | 4            | 0            | 7        | 0        | 1    | 0    | 38        | 0         |
| Juventus            | 2018–19             | 25       | 1        | 2            | 0            | 6        | 0        | 1    | 0    | 34        | 1         |
| Juventus            | 2019–20             | 4        | 1        | 0            | 0            | 0        | 0        | 0    | 0    | 4         | 1         |
| Juventus            | 2020–21             | 17       | 0        | 4            | 0            | 3        | 0        | 1    | 0    | 25        | 0         |
| Juventus            | 2021–22             | 21       | 0        | 3            | 0            | 1        | 0        | 1    | 0    | 26        | 0         |
| Juventus            | Tổng cộng           | 425      | 27       | 37           | 2            | 92       | 5        | 7    | 2    | 561       | 36        |
| Los Angeles FC      | 2022                | 11       | 0        | —            | —            | —        | —        | 2    | 0    | 13        | 0         |
| Los Angeles FC      | 2023                | 20       | 1        | 0            | 0            | 3        | 0        | 9    | 0    | 32        | 1         |
| Los Angeles FC      | Tổng cộng           | 31       | 1        | 0            | 0            | 3        | 0        | 11   | 0    | 45        | 1         |
| Tổng cộng sự nghiệp | Tổng cộng sự nghiệp | 548      | 35       | 53           | 2            | 95       | 5        | 20   | 2    | 716       | 44        |

1. 1 2 3 4 5 6 7 8 9 10 11  UEFA Champions League
2. ↑  UEFA Champions League, Europa League
3. ↑  Europa League
4. 1 2 3 4 5 6 7 8 9 10  Supercoppa Italiana
5. ↑  UEFA Champions League, Europa League
6. ↑  Appearances in MLS Cup Playoffs
7. ↑  Appearances in CONCACAF Champions League
8. ↑  Three appearances in Leagues Cup, one appearance in Campeones Cup, five appearances in MLS Cup Playoffs

### Đội tuyển quốc gia
| Đội tuyển quốc gia Ý | Đội tuyển quốc gia Ý | Đội tuyển quốc gia Ý | Đội tuyển quốc gia Ý |
| Năm                  | Trận                 | Bàn                  |                      |
| -------------------- | -------------------- | -------------------- | -------------------- |
| 2004                 | 1                    | 0                    |                      |
| 2005                 | 4                    | 0                    |                      |
| 2006                 | 1                    | 0                    |                      |
| 2007                 | 3                    | 1                    |                      |
| 2008                 | 7                    | 0                    |                      |
| 2009                 | 11                   | 1                    |                      |
| 2010                 | 10                   | 0                    |                      |
| 2011                 | 12                   | 0                    |                      |
| 2012                 | 8                    | 0                    |                      |
| 2013                 | 10                   | 2                    |                      |
| 2014                 | 7                    | 2                    |                      |
| 2015                 | 8                    | 0                    |                      |
| 2016                 | 8                    | 1                    |                      |
| 2017                 | 6                    | 1                    |                      |
| 2018                 | 4                    | 0                    |                      |
| 2019                 | 3                    | 0                    |                      |
| 2020                 | 2                    | 0                    |                      |
| 2021                 | 9                    | 0                    |                      |
| 2022                 | 3                    | 0                    |                      |
| Tổng cộng            | 117                  | 8                    |                      |

### Bàn thắng cho đội tuyển quốc gia
| #  | Ngày                 | Địa điểm                                      | Đối thủ        | Bàn thắng | Kết quả | Giải đấu                 |
| -- | -------------------- | --------------------------------------------- | -------------- | --------- | ------- | ------------------------ |
| 1. | 21 tháng 11 năm 2007 | Sân vận động Alberto Braglia, Modena, Ý       | Quần đảo Faroe | 3–0       | 3–1     | Vòng loại Euro 2008      |
| 2. | 18 tháng 11 năm 2009 | Sân vận động Dino Manuzzi, Cesena, Ý          | Thụy Điển      | 1–0       | 1–0     | Giao hữu                 |
| 3. | 22 tháng 3 năm 2013  | Itaipava Arena Fonte Nova, Salvador, Brasil   | Brasil         | 2–3       | 2–4     | Confed Cup 2013          |
| 4. | 10 tháng 9 năm 2013  | Sân vận động Juventus, Turin, Ý               | Cộng hòa Séc   | 1–1       | 2–1     | Vòng loại World Cup 2014 |
| 5. | 10 tháng 10 năm 2014 | Sân vận động Renzo Barbera, Palermo, Ý        | Azerbaijan     | 1–0       | 2–1     | Vòng loại Euro 2016      |
| 6. | 10 tháng 10 năm 2014 | Sân vận động Renzo Barbera, Palermo, Ý        | Azerbaijan     | 2–1       | 2–1     | Vòng loại Euro 2016      |
| 7. | 27 tháng 6 năm 2016  | Stade de France, Saint-Denis, Pháp            | Tây Ban Nha    | 2–0       | 2-0     | Euro 2016                |
| 8. | 6 tháng 10 năm 2017  | Sân vận động Olimpico Grande Torino, Turin, Ý | Bắc Macedonia  | 1–0       | 1–1     | Vòng loại World Cup 2018 |

## Danh hiệu

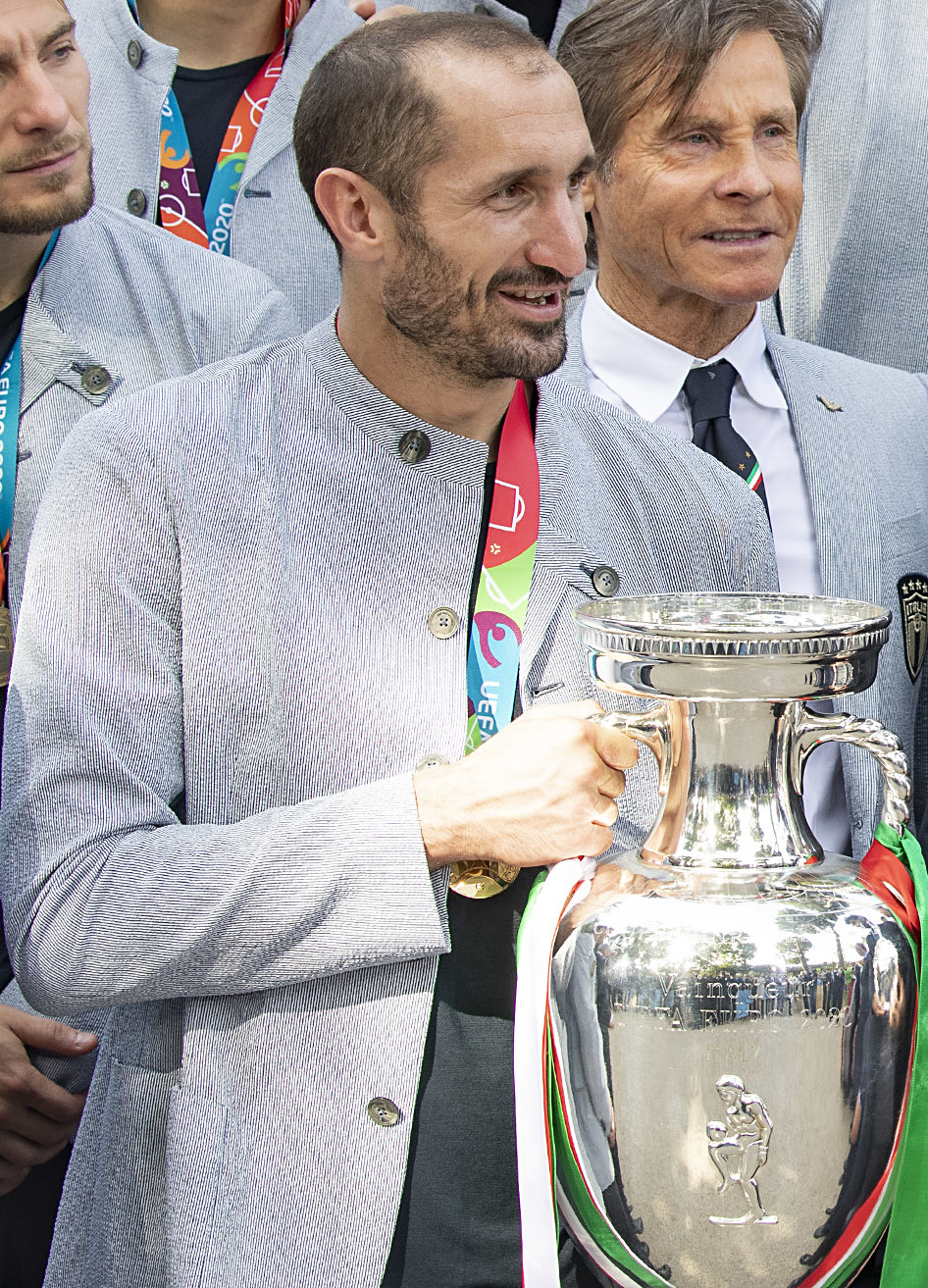
Chiellini nâng cao danh hiệu UEFA Euro 2020, danh hiệu quốc tế đầu tiên cùng đội tuyển Ý.

### Câu lạc bộ
Livorno
- Serie C1: 2001–02

Juventus
- Serie A: 2011–12, 2012–13, 2013–14, 2014–15, 2015–16, 2016–17, 2017–18, 2018–19, 2019–20
- Serie B: 2006–07
- Coppa Italia: 2014–15, 2015–16, 2016–17, 2017–18, 2020–21
- Supercoppa Italiana: 2012, 2013, 2015, 2018, 2020
- Á quân UEFA Champions League: 2014–15, 2016–17

Los Angeles FC
- MLS Cup: 2022;[5]
- Supporters' Shield: 2022[6]

### Quốc tế
U-19 Ý
- UEFA European Under-19 Football Championship: 2003

U-23 Ý
- Huy chương đồng Thế vận hội Mùa hè: 2004

Ý
- UEFA European Championship: 2020; á quân 2012
- FIFA Confederations Cup hạng ba: 2013
- UEFA Nations League: hạng ba 2020–21